# Patrick Quentin
Patrick Quentin è lo pseudonimo di un gruppo di quattro scrittori: il britannico Richard Wilson Webb (agosto 1901 - dicembre 1966), nato a Burnham-On-Sea, Somerset, ma residente a Filadelfia, dove lavorava come ricercatore per una casa farmaceutica, Hugh Callingham Wheeler (19 marzo 1912 - 26 luglio 1987), anch'egli inglese e immigrato negli Stati Uniti nel 1934, poi naturalizzato statunitense nel 1942, Martha Mott Kelly (1906 - 2005) e Mary Louise Aswell White (3 giugno 1902 - 24 dicembre 1984), che diventerà in seguito una delle personalità più influenti dell'editoria americana, redattrice di Harper's Bazaar, amica e confidente di Thomas Wolfe, Truman Capote, Eudora Welty, Carson McCullers. Dal 1952 i romanzi vennero scritti tutti dal solo Wheeler. I quattro autori, che hanno scritto in combinazioni sempre diverse (ma mai più di due alla volta), si sono serviti anche degli pseudonimi Q. Patrick e Jonathan Stagge.
Hugh Wheeler è stato anche un famoso e pluripremiato sceneggiatore cinematografico, commediografo e autore di libretti d'opera, e ha spesso collaborato con Leonard Bernstein (Candide) e Stephen Sondheim (A Little Night Music e Sweeney Todd).
I più famosi personaggi di Quentin sono l'impresario teatrale Peter Duluth e il tenente Timothy Trant. I personaggi fissi dei romanzi a firma Stagge (ambientati in una piccola comunità rurale) sono invece il medico condotto Hugh Westlake e sua figlia Dawn (la quale, sebbene adolescente, è in pratica colei che risolve i casi).
La firma "Patrick Quentin" è una delle più rappresentative dell'età d'oro del romanzo giallo. Oggi è quasi dimenticata, soprattutto nei paesi anglosassoni, mentre è ancora popolarissima in Italia e anche, soprattutto, in Scandinavia.

## Opere

### Romanzi scritti come Patrick Quentin
- 1936, Manicomio, (A Puzzle for Fools), stampato nel 1939 nella collana Libri Gialli con il numero 217.
- 1938, Lo specchio stregato, (Puzzle for Players), stampato nel 1940 nella collana Libri Gialli con il numero 243.
- 1944, Le rose volanti, (Puzzle for Puppets), stampato nel 1951 nella collana Il Giallo Mondadori con il numero 112.
- 1945, La sorte sbagliò tre volte, (Puzzle for Wantons), stampato nel 1952 nella collana Il Giallo Mondadori con il numero 171.
- 1946, Cerco me stesso, (Puzzle far Fiends), stampato nel 1950 nella collana Il Giallo Mondadori con il numero 91.
- 1947, Fiesta di morte, (Puzzle for Pilgrims), stampato nel 1951 nella collana Il Giallo Mondadori con il numero 139.
- 1948, Il pozzo dei sacrifici, (Run to Death), stampato nel 1950 nella collana Il Giallo Mondadori con il numero 97 o con il titolo Morte nell'acqua verde stampato nel 1949 nella collana Capolavori Gialli Americani Nerbini con il numero 3.
- 1950, Vacanze all'inferno, (The Follower), stampato nel 1956 nella collana Il Giallo Mondadori con il numero 405.
- 1952, Il segreto della morte, (Black Widow), stampato nel 1953 nella collana Il Giallo Mondadori con il numero 233; con il titolo La vedova nera, (Fatal Woman), stampato in versione condensata nel 1967, nella collana Selezione dal Reader's Digest.
- 1954, Mio figlio l'assassino, (My Son, the Murderer), stampato nel 1955 nella collana Il Giallo Mondadori con il numero 353.
- 1955, E tutto finirà, (The Man with Two Wives), stampato nel 1956 nella collana Il Giallo Mondadori con il numero 410.
- 1956, Il limite del furore, (The Man in the Net), stampato nel 1957 nella collana Il Giallo Mondadori con il numero 438.
- 1957, Da una spinta al destino, (Suspicious Circumstances), stampato nel 1959 nella collana Il Giallo Mondadori con il numero 535.
- 1959, Omicidio di gala, (Shadow of Guilt), stampato nel 1959 nella collana Il Giallo Mondadori con il numero 565.
- 1960, Controcorrente, (The Green-Eyed Monster), stampato nel 1961 nella collana Il Giallo Mondadori con il numero 647.
- 1965, Un velo sul passato, (Family Skeletons), stampato nel 1966 nella collana Il Giallo Mondadori con il numero 921.

### Romanzi scritti come Q. Patrick
- 1931, Tè e veleno, (Cottage Sinister), stampato nel 1983 nella collana Il Giallo Mondadori con il numero 1812.
- 1932, Delitto al club delle donne, (Murder at the Women 's City Club), stampato nel 1983 nella collana Il Giallo Mondadori con il numero 1799.
- 1933, Dramma universitario, (Murder at Cambridge), stampato nel 1937 nella collana Libri gialli con il numero 176 o con il titolo Prima che il temporale finisca, (Murder at the Varsity), stampato nel 1996 nella collana I classici del giallo con il numero 777.
- 1933, In crociera col delitto, (S.S. Murder), stampato nel 1984 nella collana Il Giallo Mondadori con il numero 1829 o con il titolo La morte giuoca a bridge stampato nel 1951 nella collana I Narratori con il numero 1.
- 1935, Presagio di morte, (The Grindle Nightmare), stampato nel 1977 nella collana Il Giallo Mondadori con il numero 1472.
- 1936, La morte fa l'appello, (Death Goes to School), stampato nel 1954 nella collana Il Giallo Mondadori con il numero 263.
- 1937, Il segreto della Grande Clara, (Death for Dear Clara), stampato nel 1939 nella collana Libri gialli con il numero 223.
- 1937, The File on Fenton and Farr
- 1938, Il caso Cragge, (The File on Claudia Cragge), stampato nel 1986 nella collana Dossiers Gialli.
- 1939, Troppe lettere per Grace, (Death and the Maiden), stampato nel 1952 nella collana Il Giallo Mondadori con il numero 156.
- 1941, La casa dell'uragano, (Return to the Scene), stampato nel 1953 nella collana Il Giallo Mondadori con il numero 214.
- 1952, Soluzione estrema, (Danger Next Door), stampato nel 1999 nella collana I classici del giallo con il numero 847.

### Romanzi scritti come Jonathan Stagge
- 1936, E i cani abbaiano, (Murder Gone to Earth), stampato nel 1956 nella collana Il Giallo Mondadori con il numero 377.
- 1937, La buona morte, (Murder or Mercy), stampato nel 1952 nella collana Il Giallo Mondadori con il numero 184.
- 1939, Scritto fra gli astri, (The Stars Spell Death), stampato nel 1951 nella collana Il Giallo Mondadori con il numero 123.
- 1940, Se ci sei batti un colpo, (Turn of the Table), stampato nel 1951 nella collana Il Giallo Mondadori con il numero 128.
- 1942, Chiamate un carro funebre, (The Yellow Taxi), stampato nel 1947 nella collana Il Giallo Mondadori con il numero 22.
- 1943, Tre cerchi rossi, (The Scarlet Circle), stampato nel 1951 nella collana Il Giallo Mondadori con il numero 106.
- 1945, Quelle care figliole, (Death My Darling Daughters), stampato nel 1950 nella collana Il Giallo Mondadori con il numero 80.
- 1946, Dolce, vecchia canzone di morte, (Death's Old Sweet Song), stampato nel 1974, nella collana I classici del Giallo Mondadori con il numero 206.
- 1949, Le tre paure, (The Three Fears), stampato nel 1951 nella collana Il Giallo Mondadori con il numero 141.

### Racconti e novelle
- Cottage Sinister, 1931
- Darker Grows the Valley, 1935
- Death Goes to School, 1936
- Danger Next Door, 1937
- Death for Dear Clara, 1937
- Death and the Maiden, 1939
- The Corpse in the Closet, 1947
- La busta scambiata (The Wrong Envelope), 1948, pubblicato da Nerbini nel 1949
- A Boy’s Will, 1950
- Death and Canasta, 1950
- Death Before Breakfast, 1951
- All the Way to the Moon, 1951
- Another Man’s Poison, 1951